# Paracriodion modestum
Paracriodion modestum är en skalbaggsart som först beskrevs av Jean Baptiste Lucien Buquet 1852.  Paracriodion modestum ingår i släktet Paracriodion och familjen långhorningar. Inga underarter finns listade i Catalogue of Life.